# Macromolecules
Pour l’article homonyme, voir Macromolécule.
Macromolecules est une revue scientifique à comité de lecture. Ce bimensuel publie des articles de recherches originales dans le domaine de la chimie des polymères.
D'après le Journal Citation Reports, le facteur d'impact de ce journal était de 4,539 en 2009. En 2022, il était de 5,5. En 2023, son directeur de publication est Marc A. Hillmyer (Université du Minnesota).

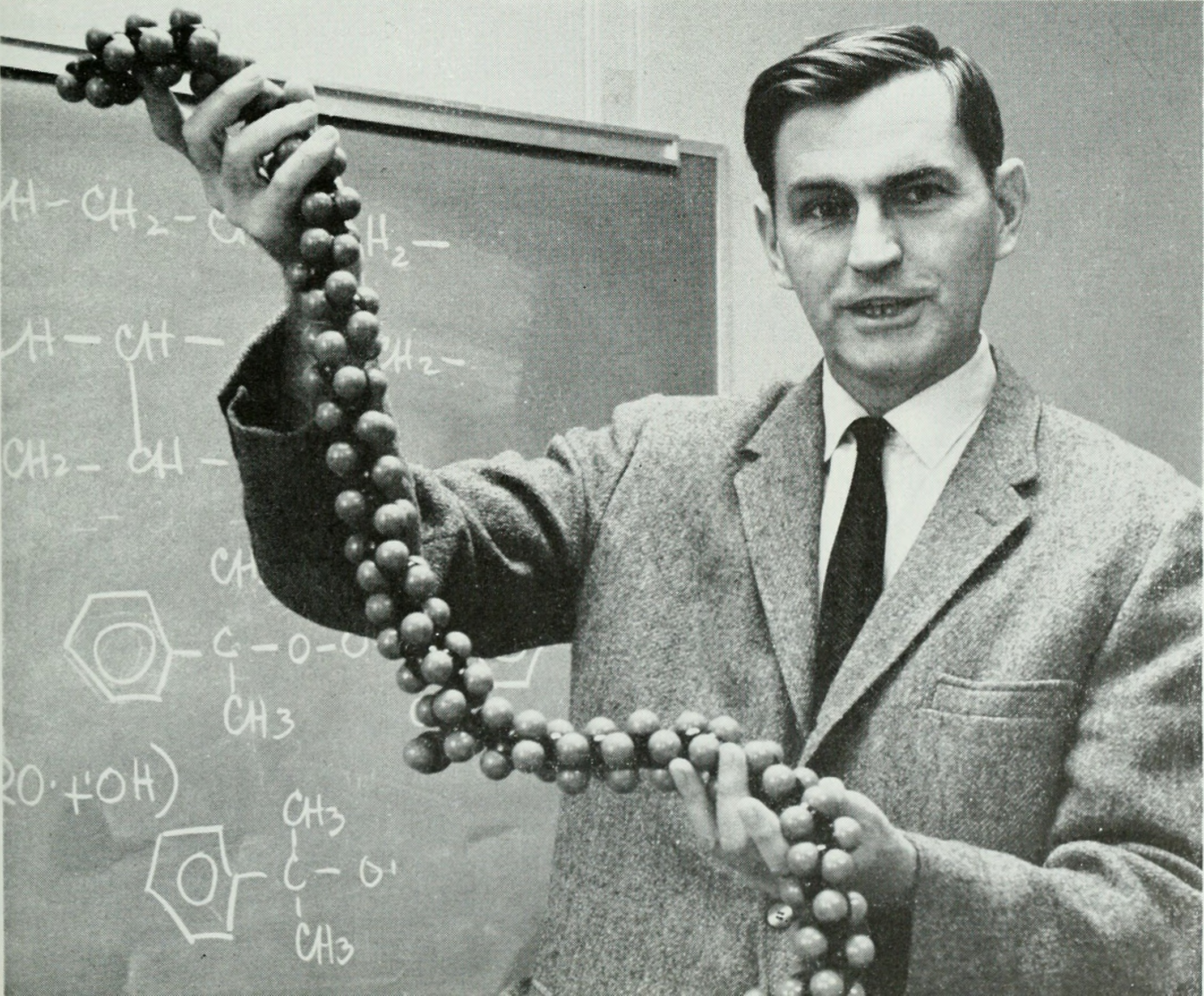
Field H. Winslow, premier directeur de Macromolecules (photo de 1964).